# André Hanjoul
André Hanjoul is de oprichter van Edran Cars, een firma die zich sinds 1984 bezighoudt met het ontwerpen van handgemaakte sportwagens. 
Deze constructeur creëerde in 1994 het nieuwe Belgische automerk Edran toen hij bij gelegenheid van de European Motor Show te Brussel zijn Edran Spyder MKI in wereldpremière voorstelde.